# Liste von Likören

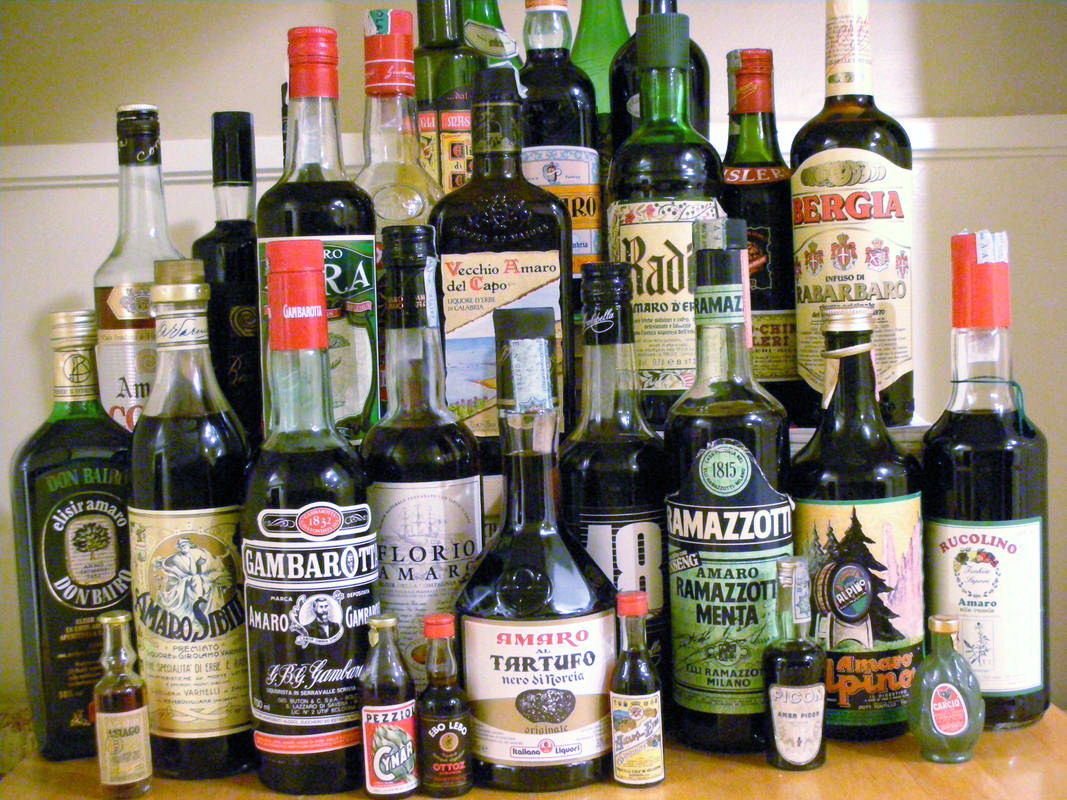
Eine Auswahl von Likören

Die Liste von Likören umfasst eine Auswahl von Likören. Liköre besitzen einen hohen Anteil von Alkohol und Zucker. Ihr Aroma stammt von pflanzlichen Produkten wie Früchten, Gewürzen oder Kräutern.
Siehe auch: Aufgesetzter

## Liste

### Allgemein
- Alchermes
- Allasch
- Amaro
- Amaretto
- Amarula
- Angel d’Or
- Anisette
- Aperol
- Baileys
- Bärenfang
- Batida de Côco
- Caffè Borghetti
- Campari
- Chambord
- Chōya Umeshu
- Cointreau
- Crème de Cassis
- Curaçao
- Cynar
- Drambuie
- Eierlikör
- Ficken
- Galliano
- Ginjinha
- Grand Marnier
- Guignolet
- Happy End
- Julischka
- Kahlúa
- Kaiser-Kümmel
- Kitro aus Naxos
- Kleiner Feigling
- Koum Kouat aus Korfu
- Krambambuli
- Krupnik
- Kruškovac
- Lakka
- Lakritzlikör
- Licor 43
- Limoncello
- Malibu
- Maraschino
- Midori
- Mirto
- Nocino
- Parfait Amour
- Passoa
- Patxaran
- Persiko
- Pfefferminzlikör
- Picon
- Pimm’s
- Pisang Ambon
- Rheder Ampel
- Rīgas Melnais balzams
- Röteli
- Sambuca
- Sechsämtertropfen
- Sève Feu de Joie
- Sinbohntjesopp
- Southern Comfort
- Tentoura
- Thibarine
- Tia Maria
- Umeshu
- Zirbenlikör

### Liköre mit Kakaobohnenanteil
| - Sabra, mit Orangenaroma | - Vana Tallinn |

### Schlehenliköre
Zu den Schlehenlikören zählen
- Bargnolino, Italien
- Pacharán, Spanien
- Prunelle, Frankreich

### Kräuterliköre
Hierzu zählen insbesondere die Magenbitter in der Gruppe Bitter.
- Appenzeller Alpenbitter
- Aromatique
- Averna
- Bärwurz
- Becherovka
- Beerenburg
- Bénédictine
- Butzelmann
- Chartreuse
- Danziger Goldwasser
- Demänovka
- Els
- Escorial
- Fernet-Branca
- Gammel Dansk
- Grubenfeuer
- Heidegeist
- Herbes
- Hierbas Ibicencas
- Izarra
- Jägermeister
- Kabänes
- Killepitsch

- Kruiden
- Kuemmerling
- Lauterbacher Tropfen
- Mampe Halb und Halb
- Mechitharine
- Meyer’s Bitter
- Palo
- Ramazzotti
- Ratafia
- Rhöntropfen
- Schierker Feuerstein
- Schwabacher Goldwasser
- Siegburger Abtei-Liqueur
- Stichpimpulibockforcelorum
- Stonsdorfer
- Strega
- Suze
- Unicum
- Wurzelpeter
- Zinnaer Klosterbruder